# Peja Lindholm
Peter Peja Rutger Lindholm (ur. 2 czerwca 1970 w Östersund) – szwedzki curler, olimpijczyk, 3-krotny mistrz świata.
W curling zaczął grać w roku 1981, w wieku 11 lat; do klubu Österdund Curling Klub należał do 1982. W 2006 Lindholma opuścili członkowie drużyny, którzy chcieli zająć się pracą zawodową i rodziną. Następnie Lindholm stworzył nową drużynę, z którą nie odniósł znaczących sukcesów na arenie międzynarodowej. W styczniu 2008 postanowił zakończyć karierę sportową. Podczas Mistrzostw Świata Kobiet 2010 był trenerem reprezentacji, którą dowodziła Cecilia Östlund. We wrześniu 2010 przyjął ofertę Szwedzkiego Związku Curlingu na stanowisko trenera kadry narodowej, będzie pełnił tę funkcję przez 4 lata.
Z zawodu jest informatykiem.

## Drużyna
|           | Czwarty        | Trzeci           | Drugi            | Otwierający       |
| --------- | -------------- | ---------------- | ---------------- | ----------------- |
| 2006/2008 | Peter Lindholm | James Dryburgh   | Viktor Kjäll     | Anders Eriksson   |
| 1992/2006 | Peter Lindholm | Tomas Nordin     | Magnus Swartling | Peter Narup       |
| 1989/1990 | Peter Lindholm | Magnus Swartling | Magnus Burman    | Peter Narup       |
| 1988/1989 | Peter Lindholm | Magnus Swartling | Owe Ljungdahl    | Peter Narup       |
| 1987/1988 | Peter Lindholm | Magnus Swartling | Johan Hansson    | Niklas Kallerbäck |

## Rezultaty
| Rok  | Zawody                      | Miejsce |
| ---- | --------------------------- | ------- |
| 1988 | Mistrzostwa Świata Juniorów | 2       |
| 1989 | Mistrzostwa Świata Juniorów | 1       |
| 1990 | Mistrzostwa Świata Juniorów | 3       |
| 1991 | Mistrzostwa Świata Juniorów | 7       |
| 1993 | Mistrzostwa Świata          | 6       |
|      | Mistrzostwa Świata          | 5       |
| 1995 | Mistrzostwa Świata          | 7       |
| 1997 | Mistrzostwa Świata          | 1       |
|      | Mistrzostwa Europy          | 4       |
| 1998 | Igrzyska Olimpijskie        | 6       |
|      | Mistrzostwa Świata          | 2       |
|      | Mistrzostwa Europy          | 1       |
| 1999 | Mistrzostwa Europy          | 6       |
| 2000 | Mistrzostwa Świata          | 2       |
|      | Mistrzostwa Europy          | 3       |
| 2001 | Mistrzostwa Świata          | 1       |
|      | Mistrzostwa Europy          | 1       |
| 2002 | Igrzyska Olimpijskie        | 4       |
|      | Mistrzostwa Europy          | 2       |
| 2003 | Mistrzostwa Europy          | 2       |
| 2004 | Mistrzostwa Świata          | 1       |
|      | Mistrzostwa Europy          | 2       |
| 2005 | Mistrzostwa Europy          | 2       |
| 2006 | Igrzyska Olimpijskie        | 8       |
| 2007 | Mistrzostwa Świata          | 5       |
|      | Mistrzostwa Europy          | 6       |